# ロペ＝オカンダ
ロペ国立公園はガボン共和国中央部のオゴウェ川沿岸一帯に存在する国立公園である。領域のほとんどは熱帯雨林だが、公園の北部に、1万5千年前の氷期に中部アフリカで形成されたサバナが残存している。1946年にロペ＝オカンダ野生動物保護区が創設された際に、最初に保護された地域である。 ロペ＝オカンダの自然環境と文化的景観は2007年に世界複合遺産に登録された。ガボンでは初の世界遺産である。
一帯には絶滅の危機に瀕している大型哺乳類を含む多様な動物および1,550種以上の植物が生息している。一方、公園の丘の頂上や洞窟には40万年間の人類による林産物の採集、作物の栽培、動物の家畜化と製鉄に関する遺跡、そして約1,800件の岩絵もある。これらは旧石器時代から新石器時代、鉄器時代を経て現在までのバントゥー族やピグミー族などの人類の活動を示し、西アフリカ由来のバントゥー族などの民族が中部・南部アフリカと東アフリカへの人口移動を反映している。

## 登録基準
この世界遺産は世界遺産登録基準のうち、以下の条件を満たし、登録された（以下の基準は世界遺産センター公表の登録基準からの翻訳、引用である）。
- (3) 現存するまたは消滅した文化的伝統または文明の、唯一のまたは少なくとも稀な証拠。
- (4) 人類の歴史上重要な時代を例証する建築様式、建築物群、技術の集積または景観の優れた例。
- (9) 陸上、淡水、沿岸および海洋生態系と動植物群集の進化と発達において進行しつつある重要な生態学的、生物学的プロセスを示す顕著な見本であるもの。
- (10) 生物多様性の本来的保全にとって、もっとも重要かつ意義深い自然生息地を含んでいるもの。これには科学上または保全上の観点から、すぐれて普遍的価値を持つ絶滅の恐れのある種の生息地などが含まれる。

IUCNの分類はロペ＝オカンダ国立公園がII（国立公園）、ロペ＝オカンダ文化保護地域群（Lopé-Okanda Aires Culturelles Protégées）がIII（天然記念物）である。